# Jacques-Alain Miller

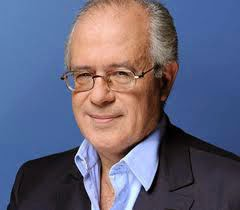
Fotografia J-A Miller

Jacques-Alain Miller (Châteauroux, 14 febbraio 1944) è uno psicoanalista francese, allievo e curatore testamentario di Jacques Lacan.

## Biografia
La sua formazione filosofica comincia con Jean-Paul Sartre, con il quale conversa spesso, all'età di 16 anni.
È stato studente all'École normale supérieure della rue d'Ulm (ENS), dove ha studiato filosofia fino all'agrégation, classificandosi settimo nel 1966. Tra i suoi professori Louis Althusser, di cui fu assistente, e tra i colleghi studenti Jacques Rancière e Jacques Derrida.
Alla fine degli anni sessanta, ha partecipato ai seminari di Roland Barthes all'École pratique des hautes études (ÉPHÉ), ma soprattutto è stato allievo psicoanalista di Jacques Lacan (di cui diventa il genero sposando la figlia Judith Lacan e il legatario, curando l'edizione e la pubblicazione dei suoi seminari).
Nel 1966 ha fondato la rivista Cahiers pour l'Analyse, alla cui redazione partecipano Alain Badiou, François Regnault e Jean-Claude Milner. Ha inoltre partecipato alla rivista lacaniana Ornicar?, quando Lacan ha lasciato l'«École française de psychanalyse», e fondato l'«École freudienne de Paris», poi dal 1980 «École de la Cause freudianne»; attualmente è co-direttore della rivista del campo freudiano (Re)-Turn: A Journal of Lacanian Studies.
Quando Lacan si spostò all'università di Vincennes Miller lo seguì fondando insieme Le Champ freudien. Alla morte di Lacan (settembre 1981) Miller ne è diventato uno degli eredi, cominciando a sua volta dei seminari settimanali chiamati "L'orientation lacanienne" basati sull'esposizione e l'analisi del lavoro del suocero. Ha inoltre supervisionato le edizioni in altre lingue degli Écrits di Lacan, tra cui quella italiana presso Einaudi. Suoi critici sodali sono Slavoj Žižek, suo allievo al Dipartimento di Psicoanalisi dell'Università di Parigi VIII con cui si addottorò, e Alain Badiou con cui nel 1992 ha fondato la "World Association of Psychoanalysis" (WAP).

### Scritti
- Logiche della vita amorosa, a cura di Antonio Di Ciaccia, Roma: Astrolabio, 1997 ISBN 88-340-1257-7
- I paradigmi del godimento, introduzione di Antonio Di Ciaccia, Roma: Astroloabio, 2001 ISBN 88-340-1377-8
- L'osso di un'analisi, trad. di Celine Menghi e Valentina Carnelutti Leone, Milano: FrancoAngeli, 2001 ISBN 88-464-2817-X
- Lettere all'opinione illuminata, a cura di Antonio Di Ciaccia, Roma: Astrolabio, 2002 ISBN 88-340-1401-4
- Chi sono i vostri psicoanalisti?, Roma: Astrolabio, 2003 ISBN 88-340-1419-7
- Il nuovo: fortuna e ordinata virtù in psicoanalisi secondo Lacan, trad. it. di Sergio Sabbatini, Roma: Astrolabio, 2005 ISBN 88-340-1463-4
- Dall'immagine allo sguardo, in Cinema, Roma: Astrolabio, 2006 ISBN 88-340-1490-1
- Pezzi staccati: introduzione al seminario XXIII "Il Sinthomo", a cura di Antonio Di Ciaccia, Roma: Astrolabio, 2006 ISBN 88-340-1494-4
- L'angoscia: introduzione al Seminario X di Jacques Lacan, trad. it. di Laura Ceccherelli, Macerata: Quodlibet, 2006 ISBN 88-7462-053-5
- Delucidazioni su Lacan, a cura di Marco Focchi, Torino: Antigone, 2008 ISBN 978-88-95283-30-2
- Vie de Lacan. Écrite à l'intention de l'opinion éclairée, Paris: Navarin, 2011 ISBN 978-2-916124-09-4.

### Curatele
- Scritti scelti di analisi e teoria della scienza (estratti da "Cahiers pour l'analyse"), Torino: Boringhieri, 1972
- (FR)  Silence brisé. Entretien sur le mouvement psychanalytique, con R. Horacio Etchegoyen, Paris: Agalma, 1996 ISBN 2-910670-02-3
- Tu puoi sapere... come si pratica: la conversazione di Bologna, Roma: Astrolabio, 2002 ISBN 88-340-1386-7
- Lakant: que puis-je savoir? que dois-je faire? que m'est-il permis d'esperer?, Paris: École de la cause freudienne / Navarin-Seuil, 2003; trad. it. a cura di Carmelo Licitra Rosa, Lakant (per leggere), Roma: Borla, 2004 ISBN 88-263-1552-3
- (FR)  L'amour dans les psychoses, Paris: Éditions du Seuil, 2004
- (FR)  Voulez-vous être évalué? Entretiens sur une machine d'imposture (con Jean-Claude Milner, Paris: Grasset & Fasquelle, 2004
- Gli imbrogli del corpo, trad. it. di Adele Succetti, Roma: Borla, 2006 ISBN 88-263-1582-5
- L'anti-libro nero della psicoanalisi, trad. it. Antonio Di Ciaccia, Macerata: Quodlibet, 2007 ISBN 978-88-7462-103-3
- Effetti terapeutici rapidi in psicoanalisi: conversazione di Barcellona, Roma: Borla, 2007 ISBN 978-88-263-1643-7
- Il segreto dei lacaniani: Conversazioni a cielo aperto. Milano, 28 ottobre 2007, Torino: Antigone, 2008 ISBN 978-88-95283-23-4
- Jacques Lacan, Scritti, ed. ital. a cura di Giacomo Contri, 2 voll., Torino: Einaudi, 1995 ISBN 978-88-06-13857-8
- Jacques Lacan, Dei nomi-del-Padre, seguito da Il trionfo della religione, trad. it. Antonio Di Ciaccia, Torino: Einaudi, 2006
- Jacques Lacan, Seminari, Torino: Einaudi (I) o Paris: Éditions du Seuil (F), in corso d'opera:
  - Libro I: Gli scritti tecnici di Freud. 1953-1954 (F 1975, I 1978)
  - Libro II: L'io nella teoria di Freud e nella tecnica della psicoanalisi. 1954-1955 (F 1978, I 1991)
  - Libro III: Le psicosi. 1955-1956 (F 1981, I 1985)
  - Libro IV: La relazione oggettuale. 1956-1957 (F 1994, I 2007)
  - Libro V: Le formazioni dell'inconscio. 1957-1958 (F 1998, I 2004)
  - Livre VI: Le désir et son interprétation. 1958-1959 (inedito)
  - Libro VII: L'etica della psicoanalisi. 1959-1960 (F 1986, I 1994)
  - Libro VIII: Il transfert. 1960-1961 (F 2001, I 2008)
  - Livre IX: L'identification. 1961-1962 (inedito)
  - Libro X: L'angoscia. 1962-1963 (F 2004, I 2007)
  - Libro XI: I quattro concetti fondamentali della psicoanalisi. 1964 (F 1973, I 1974)
  - Livre XII: Problèmes cruciaux pour la psychanalyse. 1964-1965 (inedito)
  - Livre XIII: L'objet de la psychanalyse. 1965-1966 (inedito)
  - Livre XIV: La logique du fantasme. 1966-1967 (inedito)
  - Livre XV: L'acte psychanalytique. 1967-1968 (inedito)
  - Livre XVI: D'un Autre à l'autre. 1968-1969 (F 2006)
  - Libro XVII: Il rovescio della psicoanalisi. 1969-1970 (F 1991, I 2001)
  - Libro XVIII: Di un discorso che non sarebbe del sembiante. 1971 (F 2007, I 2010)
  - Livre XIX: Ou pire... 1971-1972 (inedito)
  - Libro XX: Ancora. 1972-1973 (F 1975, I 1983)
  - Livre XXI: Les non dupes errent. 1973-1974 (inedito)
  - Livre XXII: RSI. 1974-1975 (inedito)
  - Libro XXIII: Il sinthomo. 1975-76 (F 2005, I 2006)
  - Livre XXIV: L'insu que sait de l'une bévue s'aile à mourre. 1976-1977 (inedito)
  - Livre XXV: Le moment de conclure. 1977-1978 (inedito)
  - Livre XXVI: La topologie et le temps. 1978-1979 (inedito)
  - Livre XXVII: Dissolution. 1980 (inedito)

### Critica
- Nicolas Floury, Le réel insensé. Introduction à la pensée de Jacques-Alain Miller, Paris: Éditions Germina, 2010 ISBN 978-2-917285-19-0